# واسیلی نالیموف
واسیلی نالیموف (انگلیسی: Vasily Nalimov؛ ۴ نوامبر ۱۹۱۰ – ۱۹ ژانویهٔ ۱۹۹۷) فیلسوف، نویسنده و ریاضی‌دان اهل اتحاد جماهیر سوسیالیستی شوروی بود.